# 景照辉
景照辉（1964年2月—），河南长垣人，大学学历，中共党员。中华人民共和国贪腐官员、第九届河南省人大代表。2015年6月9日，时任河南省人民政府副秘书长的景照辉，因涉嫌严重违纪接受组织调查。媒体报道他的落马可能与他担任黄淮学院领导时黄淮学院旧址用地被开发一事有关，很可能与原驻马店市委书记刘国庆落马有联系。

## 简历
本科毕业于郑州大学法律系，在职获得清华大学公共管理硕士。历任信阳县副县长、罗山县县长、淮滨县县委书记。
2003年6月任河南农业大学副校长（副厅级）。2005年5月任河南财政税务高等专科学校党委书记。2009年2月任黄淮学院院长，2010年10月任黄淮学院党委书记。2013年12月任河南省政府副秘书长、办公厅党组成员。

## 家庭
景照辉的父亲景献琢曾任信阳市人大常委会主任、党组书记，还是河南省著名书法家。景照辉是景献琢的大儿子。2000年4月13日，景献琢因严重违法违纪受到查处。